# У затишку білих акацій
«У затишку білих акацій» — український фільм режисера Оксани Чепелик.

## Про фільм
У фільмі йдеться про нові соціальні умови в нашій країні, які викликали зміну стратегій виживання для простої сільської сім'ї. На прикладі однієї родини розглядається модель сьогоднішнього життя в Україні, повного щоденних турбот та боротьби зі скрутними обставинами. Замість заслуженого відпочинку у затишку білих акацій дід Іван та баба Степанида борються за виживання своє та родин 5-х своїх дітей в умовах кризи. Фільм досліджує особисті перспективи напрочуд відкритих і на диво оптимістичних простих людей в сьогоднішній складній ситуації.
Зйомки фільму відбувались у селі Засупоївка, на озері Супій, Яготинського району Київської області.